# Colegio Experimental Paraguay-Brasil
El Colegio Experimental Paraguay - Brasil o simplemente CEPB, es una institución que está ubicada en la esquina de las calles Comandante Manuel Gamarra y Gobernador Domingo M. De Irala en Asunción, Paraguay. Fue creada el 7 de septiembre de 1964.
Esta institución esta reconocida por varias universidades nacionales como uno de los colegios con mejor formación a nivel país.

## Historia
El 7 de septiembre de 1964 se inauguraba oficialmente el "Colegio Experimental Paraguay-Brasil", en una ceremonia que contó con la presencia de altas autoridades del Paraguay y del Brasil y cuyos actores principales fueron los doctores Raúl Sapena Pastor, canciller paraguayo, y Flavio S. De Lacerde, Ministro de Educación y Cultura brasileño.
El proyecto de la construcción del Colegio Experimental y de la Facultad de Filosofía de la Universidad Nacional de Asunción dentro de un marco de cooperación entre los gobiernos paraguayo y brasileño se remonta a 1941, cuando el entonces presidente Getulio Vargas visitó el Paraguay y ofreció la construcción de este edificio.
En 1952, se firmó el acuerdo que contemplaba el ambicioso proyecto edilicio y el 27 de noviembre del mismo año, se colocaba la piedra fundamental de lo que sería más tarde sede del Colegio y de la Facultad, pero los trabajos de construcción se iniciaron solo dos años después, en 1954.
El plano arquitectónico de la obra fue encomendado, a pedido del gobierno, al arquitecto Affonso Eduardo Reidy quien lo elaboró de acuerdo al plan pedagógico del profesor Lourenço Filho, de tal manera que el resultado fuera una conjugación armónica de funcionalidad acorde con la didáctica moderna.
La finalidad primordial de la creación de esta institución fue que en colaboración estrecha del Colegio y de la Facultad se pudiera formar un cuerpo docente especializado en la enseñanza secundaria, utilizando procedimientos y técnicas didácticas.

## Educación
El CEPB obedece al currículo oficial previsto por la legislación paraguaya, gozando, no obstante la flexibilidad pedagógica, indispensable a la implantación de los métodos de enseñanza y su respectiva verificación. Los profesores del CEPB son admitidos previo concurso de títulos y pruebas, estando la inscripción condicionada a la presentación de diplomas expedido por la Facultad de Filosofía, la U.N.A., u otras instituciones similares.

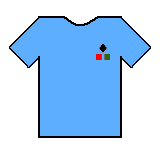
Uniforme del CEPB.

Los alumnos son admitidos mediante examen psicológico y de escolaridad.
El número de plazas para cada clase no excede de 40 alumnos, la mayoría de los cuales "ingresa" luego de un examen psicológico y de madurez tomado antes del inicio de las clases del jardín de infantes. Las transferencias son concebidas únicamente al comienzo del año escolar, y están condicionadas a las plazas existentes, así como el examen psicológico y de escolaridad.
La institución ofrece clases de diversos idiomas a sus alumnos: castellano y guaraní (oficiales), inglés, portugués y francés.
En el CEPB se implementa el Bachillerato Científico con énfasis en Ciencias Básicas y Ciencias Sociales, y el Bachillerato Técnico con énfasis en Informática.

### Niveles
- E.E.B.: Educación Escolar Básica (1º al 9º grado).
- Bachillerato Técnico (Informática).
- Bachillerato Científico (Ciencias Sociales, y Ciencias Básicas).

## Convenios
El colegio tiene convenios con dos países, Brasil y Francia. El convenio con la vecina Brasil se firmó en Toledo (Paraná, Brasil) el 15 de junio de 2007, mientras que con Francia se firmó en mayo de 2002.
Una parte del convenio consiste en el intercambio cultural entre alumnos del CEPB y alumnos del "Colegio Estadual Dario Vellozo" y el "Colegio Vicentino Incomar de Toledo", ambos de Toledo, Brasil, y el "Centro Internacional de Valbonne" de Valbonne, Francia.

## Datos del colegio
- Teléfonos: (595 21) 423320 y 423315